# Мирный (антарктическая станция)
Ми́рный — советская и российская антарктическая станция, находится на побережье моря Дейвиса (Берег Правды), в Земле Королевы Мэри. Названа в честь шлюпа «Мирный».

## История

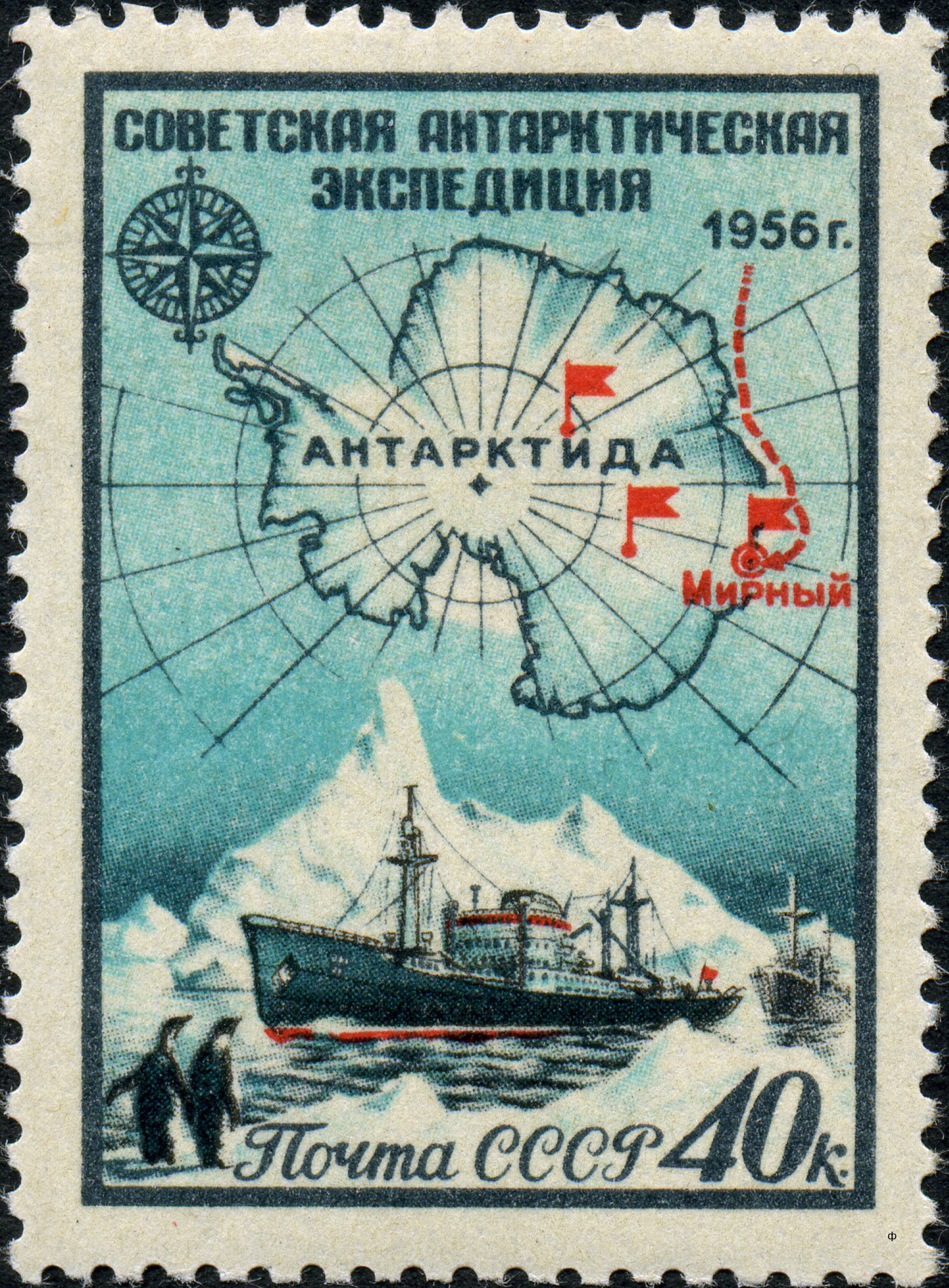
Почтовая марка СССР 1956 года, посвящённая Советской антарктической экспедиции, с обозначенной станцией «Мирный»

В 1955 году на Второй антарктической конференции в Брюсселе советская делегация под руководством М.М. Сомова объявила о планах СССР создать антарктическую базу в секторе 85–105° восточной долготы. 18 ноября 1955 года Президиум Академии наук СССР утвердил план Комплексной антарктической экспедиции (1955–1957 гг.), основной целью которой было основание главной базы – обсерватории Мирный.
В конце ноября 1955 г. дизель-электроход «Обь» вышел из Калининграда, 5 января 1956 года судно «Обь» 1-й Советской Антарктической экспедиции (начальник Михаил Сомов) встало на стоянку у берега Антарктиды в бухте Фарр, однако удобного для постройки станции места в том районе не нашлось. 15 января «Обь» подошла к побережью в районе острова Хасуэлл, где было выбрано место для строительства.
Станция открыта 13 февраля 1956 года, в этот день радиоинженер Пётр Целищев поднял над станцией Государственный флаг СССР. Это — первая советская антарктическая станция. Построено 21 здание и аэродром. Ключевой объект — электростанция базы была оснащена тремя четырехтактными быстроходными дизельными двигателями. Первоначально топливо, основной запас которого хранился на побережье в 5–6 км от базы, доставлялось и закачивалось в расходные баки вручную. Позже на сопке Комсомольская установили систему из четырех цистерн с общим трубопроводом, обеспечив подачу топлива самотеком. Общая площадь всех сооружений превышала 2300 м².
Регулярные метеорологические наблюдения начались 11 февраля 1956 года. Последовательно были внедрены аэрологическое зондирование (с 10 марта), актинометрические наблюдения (с 24 марта), составление и анализ карт погоды (с 24 марта), ионосферные наблюдения (с мая), а также регистрация землетрясений и вариаций магнитного поля Земли (с июля). В общей сложности на станции проводилось несколько десятков видов исследований.
Сейсмическая станция «Мирный» (код MIR) была открыта в 23 июня 1956 году в рамках Первой комплексной антарктической экспедиции (КАЭ) Академии наук СССР.  Это была первая советская сейсмическая станция на континенте.
В ходе санно-гусеничных походов с 1956 по 1959 годы проводилась разведка ледникового покрова Антарктиды, в результате были основаны станции Пионерская, Комсомольская, Восток, Советская и Полюс недоступности. Станция Мирный служила отправной точкой для доставки материалов, что позволило выполнить важные гляциологические исследования, включая меридиональный разрез ледяного покрова и подледного рельефа Восточной Антарктики в 1959 году.
С 20 мая по 6 августа 1960 года на острове Дригальского, в 90 км от обсерватории Мирный, начала работу временная аэрометеорологическая станция «Мир». Три сотрудника станции проводили метеорологические, актинометрические и аэрологические наблюдения, включая двухразовое зондирование атмосферы, в трёх отапливаемых палатках.
Во время сезонных работ 8-й Советской Антарктической экспедиции (январь—февраль 1963 г.) на станции были построены три здания, включая лабораторию для стратосферного зондирования космических лучей, а также введена в действие система автоматической противопожарной сигнализации. К 1964 г. насчитывалось 42 постройки различного типа.
В конце июля 1964 года был выполнен первый в истории антарктических экспедиций зимний авиарейс по маршруту Мирный – Молодежная для экстренной эвакуации заболевшего полярника.
В период с 1963 по 1966 годы на станции Мирный велось строительство нефтебазы, включая установку резервуаров для жидкого топлива на сопках Комсомольской и Моренной, соединенных с дизельной электростанцией (ДЭС) нефтепроводом. Это привело к оптимизации процесса доставки и хранения топлива. Также в этот период была построена кабельная эстакада и новая электростанция, пробный пуск которой состоялся 30 октября 1967 года.
В 1965 году танкер «Фридрих Энгельс» впервые доставил топливо в антарктические станции Мирный и Молодёжная в рамках 11-й Советской Антарктической экспедиции (САЭ), полностью обеспечив потребности экспедиции. С этого момента доставка топлива танкерами стала регулярной практикой, осуществляясь раз в два года. С 11-й САЭ в районе станции Мирный начались подводные гидробиологические исследования. В ходе 16-й САЭ для обеспечения этих работ на острове Зыкова была создана зимовочная база.
В 1968 году на станции 13-й Советской Антарктической экспедиции были установлены павильоны для наблюдения с помощью искусственных спутников Земли (ИСЗ), и 25 января впервые были получены снимки атмосферных процессов над Южной полярной областью, использовавшиеся для составления карт барических систем в синоптическом бюро "Мирный" вместе с метеорологическими данными из регионов Антарктиды, Южной Америки, Южной Африки, и Австралии; в феврале 1971 года главный советский радиоцентр и Бюро погоды переместили на станцию "Молодежная".
В период с 1971 по 1976 годы на станции "Восток" было возведено несколько новых зданий. В 1974 году в эксплуатацию сдан двухэтажный дом кают-компании, включавший помещения для проживания, питания, отдыха и медицинского обслуживания. Год спустя завершено строительство служебно-жилого здания "Дом радио", где разместились кабинеты для метеорологических, актинометрических и радиолокационных исследований, а также радиостанция. На сопке Комсомольская в 1975 году построен "Дом геофизиков" для размещения сейсмической станции, начавшей работу в 1976 году. Кроме того, в 1975 году сооружен новый аэрологический комплекс.
В ноябре 1977 года на сопке Комсомольская завершено строительство дизельной электростанции с баней и прачечной. В декабре того же года введен в эксплуатацию двухэтажный гараж с мастерскими у северо-восточного склона сопки, построен склад материально-производственного назначения, установлены эстакады для кабельных линий и демонтированы устаревшие здания станции. Некоторые дома подняты на свайные фундаменты высотой 1,5 метра для защиты от снежных заносов.
26 декабря 1977 года на станции наблюдался ливневый дождь продолжительностью полтора часа, что является редким явлением для этого региона. В 24-й Советской Антарктической экспедиции (1978—1980) на обсерватории начала функционировать станция фонового мониторинга окружающей среды. Целью станции являлось наблюдение за изменениями биосферы, в частности, вызванными антропогенным воздействием.  В ходе зимовки на втором этаже Дома радио была организована стационарная химическая лаборатория, а в 8 км от станции оборудован полигон для отбора проб.
В 1983 году на станции были проведены строительные работы: в марте возведён склад для хранения муки и круп, оборудованный эстакадой для приёма грузов с вертолётов; в апреле-мае к зданию кают-компании пристроено помещение с холодильной камерой.
В феврале 1987 года станцию Мирный инспектировала группа австралийских наблюдателей, которым была предоставлена информация о жизни, научной и производственной деятельности сотрудников станции с акцентом на экологическую безопасность её функционирования. 23 декабря 1987 года было введено в эксплуатацию двухэтажное здание для размещения научных лабораторий и проживания сотрудников на станции «Мирный», также в этот период была проложена дорога на мыс Мабус, а в следующем сезоне, 25 марта 1988 года, открыт новый павильон для магнитных наблюдений и оборудована лаборатория лазерного зондирования атмосферы.
В декабре 1988 года стартовал первый в истории советских антарктических экспедиций женский лыжный поход, который преследовал цель достигнуть станции Восток.
В мае 1989 года на станции Мирный рядом с метеоплощадкой был развернут испытательный стенд, предназначенный для изучения коррозионной стойкости используемых в транспортной технике металлов и сплавов. В 1990 годах был организован первый в истории САЭ телемост Москва — Антарктида, а также обеспечена трансляция прямых телерепортажей участников экспедиции на Париж, Токио и Москву.
В начале 1990-х годов из-за недостатка финансирования ряд научных программ на станции Мирный был приостановлен, некоторые из них возобновились позже.  В 1990 году был закрыт аэродром из-за разрастания трещин во льдах, его работа возобновилась спустя 26 лет.
В 1997 году станция была оснащена спутниковой системой INMARSAT. В мае 2001 года был введен в эксплуатацию трансивер BARRETT-950, используемый для основной связи, а также для связи с другими антарктическими станциями, экспедициями и судами..
В ходе 44-й Российской антарктической экспедиции (1998—1999) на рейде обсерватории Мирный был установлен мареограф «Прилив» для сети GLOSS.  Впоследствии прибор вышел из строя и был утерян при разрушении припая. Во время 48-й РАЭ (2002—2004) был установлен новый мареограф «Прилив-2А» на новом месте и проведен контрольный сбор данных.
10 февраля 2016 года введена в строй новая снежно-взлетная полоса.
Современные постройки Мирного возведены в 1971—1978 годах. В Мирном была даже улица Ленина. Обсерватория Мирный функционировала как главный научный центр СССР в Антарктиде до 1971 года. До 2009 года отсюда отправлялись санно-гусеничные поезда вглубь континента, преимущественно на станцию Восток.

## Происшествия
Первое происшествие произошло на этапе строительства станции. 21 января 1956 года один из тракторов вместе с санями провалился под лед, при этом погиб механик-водитель И.Ф. Хмара.
3 августа 1960 года в районе станции начался сильный ураган, скорость ветра достигала 56—58 метров в секунду. Во время урагана по неизвестной причине в доме аэрометеорологического отряда возник пожар. Потушить его вовремя своими силами не удалось. Во время пожара погибло восемь полярников: руководитель аэрометеорологического отряда Оскар Кричак, синоптик Анатолий Белоликов, аэрологи Игорь Попов, Василий Самушков, Алексей Смирнов, метеоролог Алексей Дергач, аэролог из ЧССР Олдржих Костка, учёный из ГДР Ганс Христиан Попп. Они похоронены на скалистом островке вблизи острова Хасуэлл. На могиле в конце 1960 года установлена мемориальная бронзовая доска с именами погибших и надписью «Склоните головы, сюда приходящие, они отдали жизни в борьбе с суровой природой Антарктики». 7—8 июля 1962 г. возгорание случилось в доме радиокомпараторного пункта. Борьба с огнем продолжалась около часа, никто не пострадал.
25 февраля 1964 года во время 9-й Советской Антарктической экспедиции (САЭ)  в районе станции произошел инцидент: трактор провалился в трещину, в результате чего погиб механик-водитель А.И. Щеглов, тело которого не удалось извлечь.
15 декабря 1968 г. на припайном льду в окрестностях станции во время перегонки тракторов погиб, провалившись с трактором в трещину, механик-водитель В.Я. Рыскалин. В 17-й САЭ (1971—1973) при взломе припая у станции Мирный утонули самолет Ан-2 и трактор, никто не пострадал.
24 июля 1978 года в результате разрушения припая и опрокидывания айсбергов погибла часть колонии императорских пингвинов, обитавшей вблизи станции.
Пожар в аэрологическом павильоне 26 июня 1983 года вызвал 21-дневный перерыв в наблюдениях, после чего павильон был восстановлен в течение июля-августа.
14 апреля 1988 года, при неблагоприятных погодных условиях, врач С.В. Чирук и специалист по радиооборудованию А.А. Шумик заблудились на территории станции и погибли от мороза.
В 1990-1994 годах на станции «Новолазаревская» произошло несколько пожаров. В мае 1990 года сгорел гараж с техникой, а в ноябре при пожаре в павильоне климатического мониторинга погиб инженер-метеоролог Б.А. Белов. В мае 1991 года возгорание в Доме радио было быстро потушено. В апреле 1994 года пожар в механических мастерских был локализован, но здание получило значительные повреждения.
25 октября 1991 года на острове Буромского был установлен шестиметровый крест в память о погибших участниках антарктических экспедиций.

## Спортивные мероприятия
В декабре 1988 г. со станции стартовал первый в истории советских антарктических экспедиций женский поход на лыжах, конечной целью которого была станция Восток. 3 марта 1990 г. на станцию Мирный прибыли участники Международной спортивно-научной трансантарктической экспедиции. Это событие транслировалось при помощи спутниковой телевизионной системы «Полюс».

## Описание

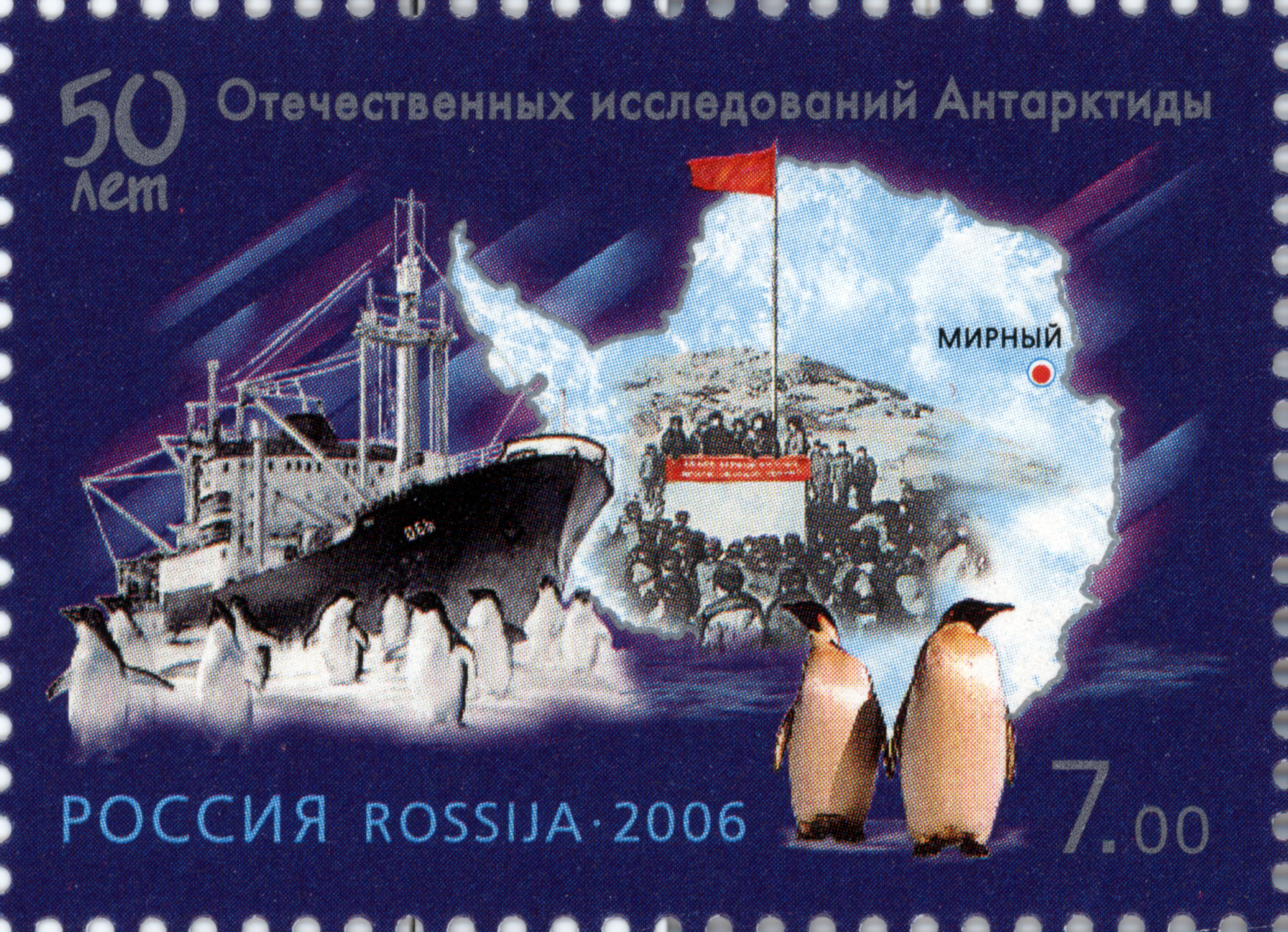
Открытие станции «Мирный» в 1956 году на почтовой марке России.

В Мирном ранее находилась база руководства антарктической экспедиции, откуда осуществляется управление всеми действующими российскими антарктическими станциями. В настоящее время руководство экспедицией осуществляется со станции Новолазаревская. Неоднократным начальником станции Мирный был Владислав Гербович.
Станция действует круглый год: до 55-й Российской Антарктической экспедиции (далее 55 РАЭ) летом население составляло 160—200 человек, зимой — около 40-50. Начиная с 55-й РАЭ население составляет 15-20 человек. Ближайшая антарктическая станция (678 км) — Дейвис (Австралия).
Станция Мирный находится на выступе, которому дали имя полуостров Мирный. В море вблизи полуострова расположена группа скалистых островов Хасуэлл. 2-я Советская антарктическая экспедиция 1956 года переименовала несколько небольших островов вблизи берега, дав новые названия: остров Зыкова и остров Буромского.
В районе станции большую часть года имеется припай, ширина которого к концу зимы достигает 30-40 км, в день открытия. Обсерватория Мирный в недавнем прошлом являлась основной базой российских исследований в Антарктике. Одной из важных функций обсерватории до 55 РАЭ являлось обеспечение жизнедеятельности станции Восток, осуществлявшееся из Мирного наземным транспортом. Синоптическая группа, работающая на станции постоянно, обеспечивала прогностической информацией санно-гусеничные транспортные походы по маршруту: «Мирный — Восток — Мирный», грузовые операции у припая и на рейде в навигационный период, а также ряд других оперативных мероприятий. В настоящее время, в связи с разрастанием зоны трещин и повышенной опасностью санно-гусеничные походы на Восток организуются со станции Прогресс.

### Инфраструктура связи
В 1997 году станция была оснащена спутниковой системой INMARSAT. В мае 2001 года был введен в эксплуатацию трансивер BARRETT-950, используемый для основной связи, а также для связи с другими антарктическими станциями, экспедициями и судами.
В ходе 69-й Российской антарктической экспедиции в феврале 2024 года на станции проведена модернизация коммуникационной инфраструктуры: проложена оптоволоконная линия связи между Кают-компанией, Геодомом и ДЭС, расширена зона покрытия Wi-Fi за счет установки дополнительных точек доступа, предоставлен доступ к четырем IP-телеканалам для просмотра на компьютерах и ноутбуках, а также обеспечено покрытие мобильной связью МТС во всех жилых помещениях.

## Климатические условия
Среднегодовая температура около −11°C. Максимальная температура +6°C, минимальная −40°C. Для станции характерны сильные ветра: 220 дней в году сила ветра составляет более 15 м/с.

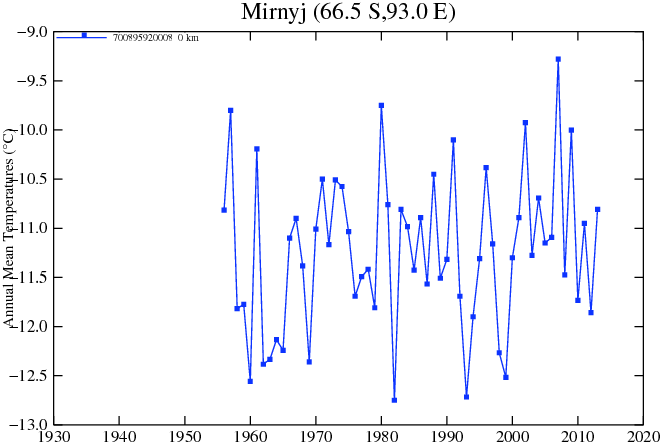
Среднегодовые температуры воздуха на станции Мирный (1956—2014).

| Показатель                                        | Янв. | Фев. | Март  | Апр.  | Май   | Июнь  | Июль  | Авг.  | Сен.  | Окт.  | Нояб. | Дек. | Год   |
| ------------------------------------------------- | ---- | ---- | ----- | ----- | ----- | ----- | ----- | ----- | ----- | ----- | ----- | ---- | ----- |
| Абсолютный максимум, °C                           | 6    | 5    | 2     | 1     | 0     | 0     | −3    | −3    | −1    | −1    | 5     | 5    | 6     |
| Средний суточный максимум, °C                     | 0,0  | −1,4 | −6,9  | −8,6  | −10,4 | −11,6 | −9    | −11,1 | −11,3 | −8,7  | −4,9  | −0,1 | −9,4  |
| Средняя температура, °C                           | −1,8 | −5,3 | −10,1 | −13,7 | −15,4 | −15,3 | −16,5 | −16,9 | −16,5 | −13,5 | −7,2  | −2,6 | −11,2 |
| Средний суточный минимум, °C                      | −7,2 | −8,1 | −13,2 | −17,8 | −21,1 | −20,6 | −22,2 | −24,8 | −22,1 | −17,2 | −10,5 | −4,9 | −12,8 |
| Абсолютный минимум, °C                            | −13  | −18  | −28   | −26   | −27   | −32   | −38   | −40   | −35   | −32   | −20   | −11  | −40   |
| Норма осадков, мм                                 |      |      | 30    | 30    | 100   | 60    | 100   | 70    | 100   | 40    | 10    | 20   | 620   |
| Источник: Antarctic temperature data, Weatherbase |      |      |       |       |       |       |       |       |       |       |       |      |       |

## Память

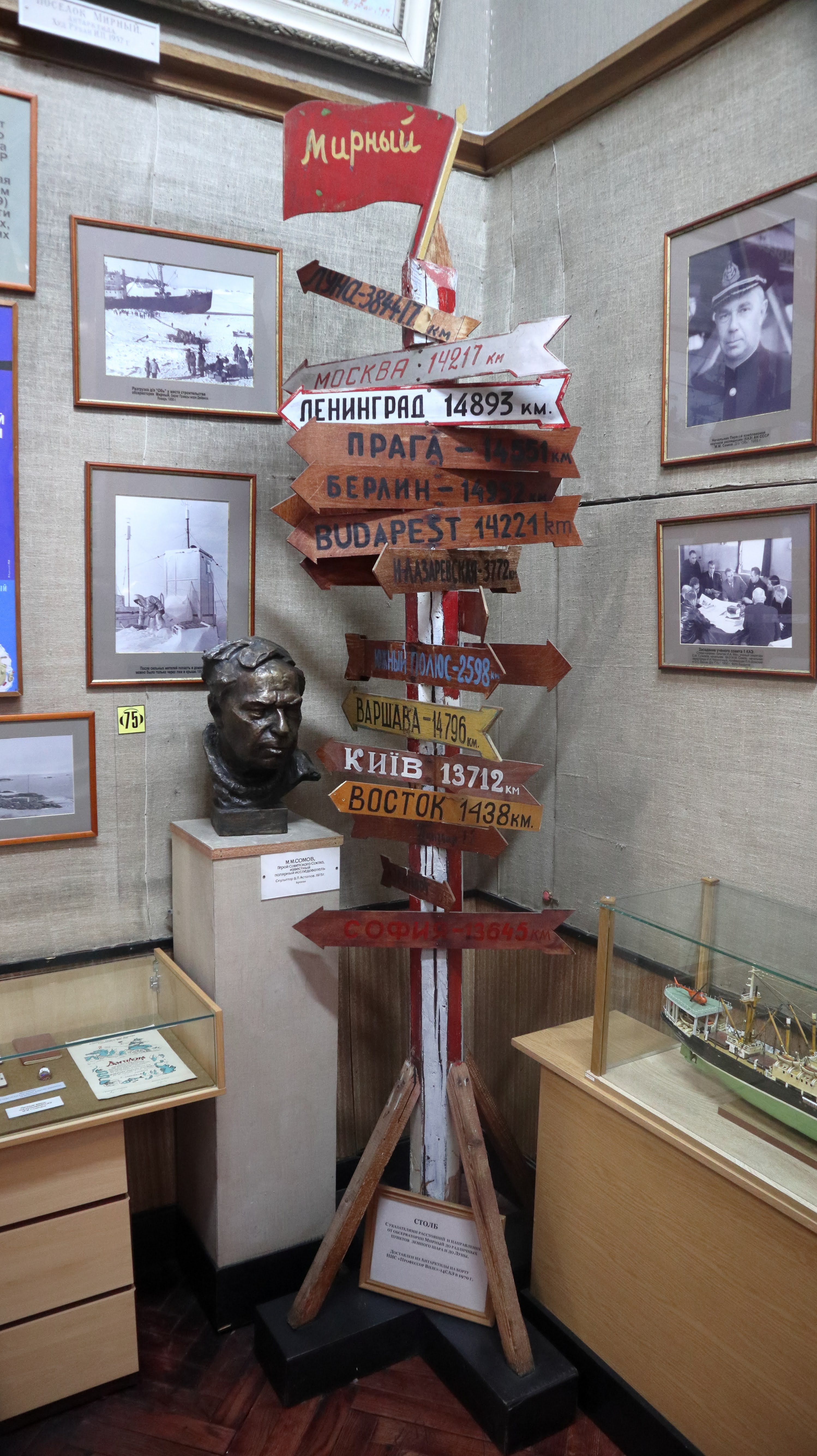
Указательный столб со станции Мирный

В честь Антарктической научно-исследовательской станции назван посёлок Мирный — микрорайон в Советском округе Липецка.

## Сейсмическая станция «Мирный»
Телесейсмическая аналоговая трехкомпонентная станция «Мирный» (код MIR) была открыта в 23 июня 1956 году в рамках Первой комплексной антарктической экспедиции (КАЭ) Академии наук СССР. Это была первая советская сейсмическая станция на континенте.